# Логор Арадска тврђава
Логор Арадска тврђава се налази у граду Араду, данашња Румунија. У Арадској тврђави је 1914. године по налогу аустроугарских власти основан логор, који је превасходно намењен за Србе прогнане са простора аустроугарске провинције Босне и Херцеговине, затим из Краљевине Србије и осталих српских крајева. Међу заробљенима је био и мали број Руса и других. У логору је мученички страдало преко 4.317 заробљеника.

## Историја логора
Од почетка рата Аустроугарске монархије против Србије у Првом светском рату, при злогласном походу на српска села и градове, почело је и немилосрдно прогањање цивила и заробљених војника у концентрационе логоре широм Аустроугарске монархије, па и у логор Арадска тврђава.
По сведочењу очевидаца и преживелих логораша логор Арадска тврђава је био прави пакао за интерниране људе. Логораши су живели у немогућим условима, мемљивим подземним ходницима и просторијама, свуда се осећао смрад. Зими су се смрзавали. Услед очајних животних услова, и услед изгађивања, избијале су разне заразне болести, пегави тифус, масовно обољевање од туберкулозе, услед чега је дневно умирало неколико десетина људи свих узраста, деце, жена, одраслих.
Логор у Арадској тврђави је био оличење српске патње и страдања. Велика су злостављања чињена без обзира на узраст интернираца, мучили су их жеђу, тукли су их до смрти, стављали у окове, жене силовали.
Румунски лекар др Брандуша, који је био у прилици да види шта се у логору догађа причао је свом пријатељу адвокату Штефану Чичо Попу, посланику у мађарском парламенту: „Господине посланиче, ово није логор, ово је пакао! Прво што сам видео и упамтио то је мртва мајка са живим дететом у наручју. То се не да описати“. Услед таквог третмана само за првих седам месеци, од августа 1914. па до марта 1915. умрло је 1772 интернирца.
Не зна се тачно колико је заробљених Срба прошло кроз логор у Арадској тврђави од 1914-1918. године, али по неким информацијама објављених у арадском зборнику Зиридава бр. 10. из 1978. године се каже: „Године 1915. посланик Штефан Чичо Поп интервенисао је у мађарском парламенту и код владе у одбрану петнаест хиљада Срба које је заробила аустроугарска војска почетком рата и интернирала у Арадску тврђаву, и којима је претила опасност од потпуног истребљења, особито после избијања епидемије пегавог тифуса“. То је било стање крајем 1915. године.
Према подацима Српске православне цркве и српске цркве Св. апостола Петра и Павла у Араду, из 1925. године, помиње се око 4317 Срба интернираца који су умрли од 1914-1918 у Араду.
Неколико стотина интернираца помрло је од средине 1914. до почетка 1915. и сахрањени су на градском гробљу „Помениреа“. То место је обележено и постоји мали споменик. Друго интернирско гробље се налази поред тврђаве, на обали Мориша, ту је масовна гробница око 4000 српских страдалника, то место је запуштено и до данас није обележено.